# 东瑶站
东瑤站，施工时称马銮北站，位于中华人民共和国福建省厦门市海沧区东孚南路，是厦门轨道交通2号线的地铁车站。2019年12月25日厦门地铁2号开通运营时，东瑶站因配套设施未完善而暂缓开通，后在2021年4月26日开通运营。

## 车站结构
| 地面层   |                                      | 出入口                               |  |  |
| 地下一层 |                                      | 商店、票务服务、客服中心、进出站闸机 |  |  |
| 地下二层 |                                      | 2 往天竺山方向 （东孚）              |  |  |
|          | 岛式站台，列车运行方向左侧的车门开启 |                                      |  |  |
|          |                                      | 2 往五缘湾方向 （新阳大道）          |  |  |

## 出入口信息
东瑶站开站时开通3号、6号出入口。
|                           |                           |                              |                                            |      |
| 編號                      | 设施                      | 出口指示                     | 建議前往的目的地                           | 照片 |
| 3                         | 扶手电梯标志              | 过芸溪公园                   | 东瑶村                                     |      |
| 6                         | 升降机标志 · 扶手电梯标志 | 厦门一中海沧校区、马銮湾医院 | 马銮街道办、马銮湾地铁社区、马銮西文化广场 |      |
| 註： 設有 \| 設有扶手電梯 |                           |                              |                                            |      |

## 公交换乘
公交“地铁东瑶站”在东瑶站启用时可换乘809路、815路公交车。